# Dušan Kožíšek
Dušan Kožíšek, född 25 april 1983, är en tjeckisk längdskidåkare.
Kožíšek gjorde sin första tävling i världscupen i januari 2003. Hans främsta meriter i världscupen har kommit i sprinttävlingar. Kožíšek har deltagit i fyra VM 2005-2011 och vunnit två bronsmedaljer i sprintstafett.
Kožíšek deltog i OS såväl 2006 som 2010.  Båda gångerna ställde han upp i sprint och lagsprint, med som bäst en sjätteplats i lagsprint 2010.  År 2006 tvingades Kožíšek även åka sista sträckan i stafetten 4 x 10 km, efter att lagledningen råkat skriva in fel åkare på laguppställningen.